# Stictoptera phryganoides
Stictoptera phryganoides är en fjärilsart som beskrevs av Walker 1858. Stictoptera phryganoides ingår i släktet Stictoptera och familjen nattflyn. Inga underarter finns listade i Catalogue of Life.